# Jiří Sekáč
Jiří Sekáč Sekáč (Kladno, 10 giugno 1992) è un hockeista su ghiaccio ceco professionista che gioca sia nel ruolo di ala sinistra che in quello di centro. Dalla stagione 2024-2025 gioca con l’ Hockey Club Lugano.

## Statistiche
| Stagione | Squadra             | Stagione regolare | Stagione regolare | Stagione regolare | Stagione regolare | Stagione regolare | Stagione regolare | Playoff | Playoff | Playoff | Playoff | Playoff |
| Stagione | Squadra             | Lega              | P                 | G                 | A                 | Pt                | PIM               | P       | G       | A       | Pt      | PIM     |
| -------- | ------------------- | ----------------- | ----------------- | ----------------- | ----------------- | ----------------- | ----------------- | ------- | ------- | ------- | ------- | ------- |
| 2009-10  | Peterborough Petes  | OHL               | 8                 | 0                 | 0                 | 0                 | 0                 | -       | -       | -       | -       | -       |
| 2009-10  | Youngstown Phantoms | USHL              | 38                | 2                 | 9                 | 11                | 35                | -       | -       | -       | -       | -       |
| 2010-11  | Youngstown Phantoms | USHL              | 58                | 18                | 27                | 45                | 27                | -       | -       | -       | -       | -       |
| 2011-12  | Lev Poprad          | KHL               | 36                | 2                 | 8                 | 10                | 4                 | -       | -       | -       | -       | -       |
| 2011-12  | Tatranski Vlci      | MHL               | 6                 | 8                 | 2                 | 10                | 22                | -       | -       | -       | -       | -       |
| 2012-13  | Lev Praga           | KHL               | 26                | 0                 | 1                 | 1                 | 8                 | 3       | 0       | 0       | 0       | 0       |
| 2012-13  | Sparta Praga        | Extraliga         | 21                | 4                 | 6                 | 10                | 8                 | -       | -       | -       | -       | -       |
| 2013-14  | Lev Praga           | KHL               | 47                | 11                | 17                | 28                | 18                | 21      | 1       | 7       | 8       | 24      |
| 2014-15  | Montreal Canadiens  | NHL               | 50                | 7                 | 9                 | 16                | 18                |         |         |         |         |         |
| 2014-15  | Anaheim Ducks       | NHL               | 19                | 2                 | 5                 | 7                 | 4                 | 7       | 0       | 0       | 0       | 2       |
| 2015-16  | Anaheim Ducks       | NHL               | 22                | 1                 | 2                 | 3                 | 4                 |         |         |         |         |         |
| KHL      | KHL                 | KHL               | 109               | 13                | 26                | 39                | 30                | 24      | 1       | 7       | 8       | 24      |
| NHL      | NHL                 | NHL               | 91                | 10                | 16                | 26                | 26                | 7       | 0       | 0       | 0       | 2       |